# Gerhard Podskalsky
Gerhard Podskalsky (* 16. März 1937 in Saarbrücken; † 6. Februar 2013 in Köln) war ein deutscher Byzantinist, Slawist und Theologe. Er legte Grundlagenwerke zur mittelalterlichen Orthodoxie im Reich der Kiewer Rus, im Osmanenreich sowie in Bulgarien und Serbien, aber auch in Byzanz vor.

## Leben
Gerhard Podskalsky trat am 1. Juni 1956 in den Jesuitenorden ein, kurz nachdem er das Abitur am staatlichen Ludwigsgymnasium in Saarbrücken abgelegt hatte. 1958 bis 1961 studierte er Philosophie an der Hochschule für Philosophie in Pullach bei München, absolvierte ein pädagogisches Praktikum in Bonn und studierte dann 1963 bis 1967 Theologie an der Philosophisch-Theologischen Hochschule St. Georgen. Danach studierte er Byzantinistik, Slawistik und ökumenische Theologie an der Ludwig-Maximilians-Universität München. Er wurde bei Hans-Georg Beck mit der Arbeit Byzantinische Reichseschatologie. Die Periodisierung der Weltgeschichte in den vier Großreichen (Dan 2 und 7) und dem tausendjährigen Friedensreiche (Apk 20) promoviert. Beck begleitete auch die Habilitationsschrift Theologie und Philosophie in Byzanz. Der Streit um die theologische Methodik in der spätbyzantinischen Geistesgeschichte (14/15. Jh.), seine systematischen Grundlagen und historische Entwicklung. 1975 erhielt er die Lehrbefugnis.
1976 erhielt er an der Philosophisch-Theologischen Hochschule St. Georgen zunächst eine Gastprofessur und 1981 den Lehrstuhl für Byzantinistik, Slavistik und Alte Kirchengeschichte, den er bis 2005 innehatte. 2009 zog er sich in die Seniorenkommunität „Friedrich-Spee“ im Caritas-Altenzentrum in Köln-Mülheim zurück. Er starb 2013 im Alter von 75 Jahren und wurde in einer Gemeinschaftsgrabstätte der Jesuiten auf dem Kölner Melaten-Friedhof beigesetzt.

## Veröffentlichungen
Bücher
- Byzantinische Reichsideologie. Die Periodisierung der Weltgeschichte in den vier Großreichen (Daniel 2 und 7) und dem tausendjährigen Friedensreiche (Apok. 20). Eine motivgeschichtliche Untersuchung, München 1972 (= Münchener Universitätsschriften. Reihe der Philosophischen Fakultät, 9)
- Theologie und Philosophie in Byzanz. Der Streit um die theologische Methodik in der spätbyzantinischen Geistesgeschichte (14./15. Jh.), seine systematischen Grundlagen und seine historische Entwicklung, München 1977 (= Byzantinisches Archiv, 15)
  - Serbische (verbesserte und ergänzte) Übersetzung: Teologija i Filosofija u Vzantiji, Beograd 2010
- Christentum und theologische Literatur in der Kiever Rus’ (988–1237), München 1982
  - Христианство и богословская литература в Киевской Руси (988–1237 гг.) / Пер. А. В. Назаренко; Под ред. К. К. Акентьева; С.-Петерб. о-во визант.-славян. исслед. – 2-е изд., испр. и доп. для рус. пер. – СПб. : Византинороссика, 1996. – 572 с. – (Subsidia Byzantinorossica; Т. 1). – ISBN 5-7684-0237-3. – 2500 экз.
  - Chrześcijaństwo i literatura teologiczna na Rusi Kijowskiej 988–1237. – Kraków, 2001. – ISBN 83-7097-803-7
- Griechische Theologie in der Zeit der Türkenherrschaft (1453–1821). Die Orthodoxie im Spannungsfeld der nachreformatorischen Konfessionen des Westens, München 1988
  - Η ελληνική θεολογία επί Τουρκοκρατίας, 1453–1821 / Μετάφραση Πρωτοπρεσβύτερος Γεώργιος Δ. Μεταλληνός. – 2005. – 580 Σ. – ISBN 978-960-250-389-8
  - Η Ελληνική θεολογία επί Τουρκοκρατίας, 1453–1821 : η Ορθοδοξία στη σφαίρα επιρροής των δυτικών δογμάτων μετά τη μεταρρύθμιση. – 2η εκδ. – Αθήνα : Μορφωτικό Ιδρυμα Εθνικής Τραπέζης, 2008.
- La Russie. Histoire des mouvements spirituels. – Paris 1990. – 172 p. – ISBN 978-2-7010-1204-9
- Theologische Literatur des Mittelalters in Bulgarien und Serbien (865–1459), München 2000
  - Средњовековна теолошка књижевност у Бугарској и Србији : (865–1459) / с немачког превели Тијана Тропин, Дејан Аничић ; уредник Богољуб Шијаковић ; Универзитет у Београду, Православни богословски факултет, Институт за теолошка истраживања. – Београд : ПБФ, 2010. – 686 с. – ISBN 978-86-7405-068-2. – 1 000 экз.
- Von Photios zu Bessarion – Der Vorrang humanistisch geprägter Theologie in Byzanz und deren bleibende Bedeutung (Schriften zur Geistesgeschichte im östlichen Europa, Bd. 25), Wiesbaden 2003

Artikel
- Die Einheit der Kirche Zur ökumenischen Bedeutung Wladimir Solowjews // Stimmen der Zeit 178. – 1966. – S. 122–133.
- Gott ist Licht – Zur Gotteserfahrung in der griechischen Theologie und Mystik // Geist und Leben. Zeitschrift für Askese und Mystik. 39. – 1966. – S. 201–214.
- Zur Gestalt und Geschichte des Hesychasmus // Ostkirliche Studien 16. – 1967. – S. 15–32.
- Wladimir Solovjov und die Juden // Una Sancta. Zeitschrift für ökumenische Begegnung, 22. – 1967. – S. 203–211.
- Kirche und Staat in Griechenland // Trierer theologische Zeitschrift 76. – 1967. – S. 298–322.
- Die Kritik der lutherischen Theologie in der griechischen Orthodoxie vom 16. Jahrhundert bis in unsere Zeit – ein geschichtlicher Überblick // Catholica 22. – 1968. – S. 193–206.
- Gottesschau und Inkarnation. Zur Bedeutung der Heilsgeschichte bei Gregorios Palamas // Orientalia christiana periodica. Vol. 35. – 1969. – S. 5–44.
- Untersuchungen zu einigen Zentralbegriffen der patristischen Personspekulation in der vom Exarchen Johannes geschaffenen slavischen Erst-Übersetzung der «Ekthesis akribes tes orthodoxou pisteos» des Johannes von Damaskus // Die Welt der Slaven 15. – 1970. – S. 147–167.
- Nikolaos Kabasilas: Meister und Lehrer des Gebetes // Ostkirliche Studien 20. – 1971. – S. 17-42.
- Die Rezeption der thomistischen Theologie bei Gennadios II. Scholarios (ca. 1403–1472) // Theologie und Philosophie 49. – 1974. – S. 305–323.
- Zur Rezeption griechischer philosophisch-theologischer Zentralbegriffe bei Johannes Exarchos // Anzeiger für Slavische Philologie 7. – 1974. – S. 109–112.
- Marginalien zur byzantinischen Reichseschatologie // Byzantinische Zeitschrift 67. – 1973. – S. 351–358.
- Der Fall Konstantinopels in der Sicht der Reichseschatologie und der Klagelieder // Archiv für Kulturgeschichte 57. – 1975. – S. 71-86.
- Drei Frankfurter Byzantinisten des 19. Jahrhunderts: Johann Theodor Voemel, Johannes Classen, Tycho Mommsen // Archiv f. Frankfurts Geschichte u. Kunst 55. – 1976. – S. 127–141.
- Zur Bedeutung des Methodenproblems für die byzantinische Theologie // Zeitschrift für katholische Theologie 98. – 1976. – S. 385–399.
- Nikolaos von Methone u. die Proklosrenaissance in Byzanz (11./12. Jh.) // Orientalia Christiana Periodica 42. – 1976. – S. 509–523
- Das Verhältnis von Griechen und Bulgaren. Nach einem Brief des Patriarchen Jeremias I. (1541) an das Athoskloster Kutlumus // Byzantinoslavica 39. – 1978. – S. 29–43.
- Zum Projekt einer theologischen Literaturgeschichte der Kiever Rus' (988–1237) // Orientalia Christiana Periodica vol. 44. – 1978. – S. 154–169.
- Orthodoxe und westliche Theologie // Jahrbuch der österreichischen Byzantinistik 31. – 1981. – S. 513–527; 32. – 1982. – S. 293–301.
- Die Herleitung des Millenarismus (Chiliasmus) in den antihäretischen Traktaten // Überlieferungsgeschichtliche Untersuchungen. – Berlin 1981. – S. 455–458.
- Grundzüge altrussischer Theologie (988–1237): I. Fürstenkirche, hierarchische Kirche oder Volkskirche? // Les Pays du Nord et Byzance. – Uppsala 1981. – S. 195–201.
- Eustratios von Nikaia (geb. um 1056, gest. nach April 1117) // TRE, X, 556f, Berlin – New York 1982.
- Euthymios Zigabenos (Zigadenos, 11. / 12. Jhdt.) // TRE, X, 557f, Berlin – New York 1982.
- Die griechisch-byzantinische Theologie und ihre Methode. Aspekte und Perspektiven eines ökumenischen Problems // Theologie und Philosophie 58. – 1983. – S. 71-87
- Der Beitrag der griechisch-stämmigen Metropoliten (Kiev), Bischöfe und Mönche zur altrussischen Originalliteratur (Theologie), 988–1281, // Cahiers du monde russe et soviétique 24. – 1983. – S. 498–515
- Représentation du temps dans l’eschatologie impériale byzantine // Le temps chrétien de la fin de l’Antiquité au moyen âge, IIIe-XIIIe siècles. – Paris 1984. – S. 439–450
- Gattungsprobleme in der theologischen Literatur der Kiever Rus' (988–1237) // Gattungsprobleme der älteren slavischen Literaturen. – Berlin 1984. – S. 339–347
- Nestorius // Gestalten der Kirchengeschichte, Alte Kirche, II, Stuttgart 1984. – S. 215–225
- Justinian I. // Alte Kirche, II, Stuttgart 1984. – S. 263–274
- Gregorios Palamas (1296/97 – 1359) // TRE, XIV, 200–206, Berlin – New York 1985.
- Gregorios Sinaïtes (geb. 1. Hälfte 13. Jhdt., gest. 1337) // TRE, XIV, 206–209, Berlin – New York 1985.
- Zum geistigen Erbe der cyrillo-methodianischen Tradition in der theologischen Literatur der Kiever Rus' (988–1237) // Byzantinoslavica 46. – 1985. – S. 131–135.
- Die Stellung der Dogmengeschichte in der orthodoxen Theologie – am Beispiel Griechenlands // Dogmengeschichte und katholische Theologie. – Würzburg, 1985. – S. 110–116.
- Symbolische Theologie in der dritten Mönchsrede Kirills von Turov // Cyrillometh. 8/9. – 1984/1985. – S. 49-57.
- Die Sicht der Barbarenvölker in der spätgriechischen Patristik (4.-8. Jahrh.) // Christiana Periodica 51. – 1985. – S. 330–351.
- La Profezia di Daniele (cc. 2 e 7) negli scrittori dell’Impero Romano d’Oriente // Popoli e spazio romano tra diritto e profezia. – Neapel, 1986. – P. 309–320.
- Principal Aspects and Problems of Theology in Kievan Rus' // Harvard Ukrainian Studies. 11. – 1987. – P. 270–286.
- Geistliche Literatur in der Kiever Rus' (988–1237) // Seminarium 27. – 1987. – S. 251–276.
- Das Gebet in der Kiever Rus' – seine Formen, seine Rolle, seine Aussagen // Orthodoxes Forum, Bd. 3. – 1988. – S. 177–191.
- Sakramente und Sakramententheologie in der Kiever Rus' // Catholica 42. – 1988. – S. 119–137.
- Die Tausendjahrfeier der «Taufe der Rus'» (988–1988) zwischen Erbe und Auftrag // Tausend Jahre Christentum in Rußland. – Göttingen, 1988. – S. 481–495.
- Rolle und Bedeutung endzeitlicher Vorstellungen (Antichrist) im Schrifttum der Altgläubigen // Sprache, Literatur und Geschichte der Altgläubigen. – Heidelberg, 1988. – S. 203–223.
- Grundzüge der altrussischen Theologie (988–1237): II. Schwerpunkte und Probleme der theologischen Literatur in der Kiever Rus' // Orientalia christiana periodica 54. – 1988. – S. 309–329.
- Metropolit Ioann von Kiev (1076/77 – 1089) als Ökumeniker // Ostkirchliche Studien. 1988. – Bd. 37. – S. 178–184.
- L'évêque Cyrille de Tourov (IIe moitié du XIIe s.). Le théologien le plus important de la Rus' de Kiev // Irénikon 61. – 1988. – P. 507–552.
- La prière dans la Russie de Kiev: ses formes, son rôle, ses affirmations // Mille ans de christianisme russe (938–1988). – Paris, 1989. – P. 59-78
- Ekumeniczna otwartość metropolity Joanna II z Kijowa (1076/77-1089) / przel. S. J. Koza // Chrystus zwyciężył : wokół chrztu Rusi Kijowskiej : praca zbiorowa / pod red. Jana Sergiusza Gajka, Wacława Hryniewicza – Verbinum, 1989. – S. 55-64.
- Der Beitrag der Griechen zur geistigen Kultur Russlands nach dem Fall Konstantinopels (1453–1821) // Kathegetria. Essays presented to Joan Hussey, Camberley. – Surrey, 1988. – S. 527–543.
- «Otez Paissi» und die «Deutsch-Bulgarische Gesellschaft» e. V. // Jahrb. für die Geschichte Osteuropas 37. – 1989. – S. 73-80.
- Der hl. Feodosij Pecerskij: historisch und literarisch betrachtet // Harvard Ukrainian Studies. 12/13. – 1988/1989. – S. 714–726.
- Die Einstellung des Ökumenischen Patriarchen (Jeremias II.) zur Erhebung des Moskauer Patriarchats (1589) // Orientalia christiana periodica 57. – 1989. – S. 421–437.
- Philosophie. B. Byzanz // Historisches Wörterbuch der Philosophie VII. – Basel, 1989. – S. 623–626.
- La teologia e la mistica russe: elementi caratterizanti // Una chiesa nella storia. – Padua 1989. – P. 31-49.
- Zur Predigtkultur auf dem Balkan: Die bulgarischen «Damaskine» (16.-19. Jh.) // Kirche im Osten 33. 1990. – S. 91-102.
- Die Organisation der bulgarischen Kirche nach der Taufe des Fürsten Boris-Michael // Études balk. 1990, 1. – S. 54-58.
- Ruhestand oder Vollendung? Zur Symbolik des achten Tages in der griechisch-byzantinischen Theologie // Fest und Alltag in Byzanz, München 1990. – S. 157–166, 216–219.
- I teologi greco-cattolici e greco-ortodossi della turcocrazia (XV–XVIII sec.) e l’esicasmo palamitico // Amore del Bello, Bose 1991. – P. 123–134.
- Bemerkungen zur Struktur und zum Verständnis der ersten griechischen Naum-Vita (BHG 1316 z) // Anal. Boll. 109. – 1991. – S. 109–116.
- Religion und religiöses Leben im Byzanz des 11. Jahrhunderts // Orientalia christiana periodica 57. – 1991. – S. 371–397.
- Grundzüge der altrussischen Theologie (988–1237). III: Besondere Aspekte des Mönchtums in der Kiever Rus' (988–1240) // Il Battesimo delle Terre Russe. Bilancio di un Millennio. – Florenz 1991. – P. 109–122.
- Die Idee der Kirche in der Theologie der Kiever Rus' (988–1237) // The Legacy of Saints Cyril and Methodius to Kiev and Moscow. – Thessalonike, 1992. – S. 409–416.
- Religion and Religious Life in Eleventh-Century Byzantium // Byzantine Studies. Essays on the Slavic World and the Eleventh Century, New Rochelle / N. Y. 1992. – P. 153–173.
- Eschatologische Themen der griechischen Theologie // Penser la foi. Mélanges offerts à Joseph Moingt. – Paris, 1993. – P. 543–556.
- Griechische Autoren in der bulgarischen und serbischen Literatur des Mittelalters (9.-15. Jh.) // Südost-Forschungen 53. – 1994. – S. 1-38.
- Der Metropolit Kiprian von Kiev / Moskau, Schüler des hl. Gregorios Sinaites und erster Überbringer des Hesychasmus nach Rußland // Ostkirliche Studien 44. 1995. – S. 41-48.
- Die Union von Brest aus der Sicht des Ökumenischen Patriarchats (Konstantinopel) im 17. Jahrhundert // Orientalia christiana periodica 61. 1995. – S. 577–570.
- Die Jerusalemwallfahrt in der bulgarischen und serbischen Literatur des Mittelalters // Byzantinoslavica 56. – 1996. – S. 679–686.
- Zur byzantinischen Mönchskritik: ein Vergleich zwischen zwei Erzbischöfen von Thessalonike, Eustathios und Symeon // Geschichte und Kultur der Palaiologenzeit. – Wien, 1996. – S. 183–196.
- Bischof Kirill von Turov (2. Hälfte des 12. Jahrhunderts), der bedeutendste Theologe der Kiever Rus' (988–1240) // Tausend Jahre Taufe Rußlands. Rußland in Europa. – Leipzig, 1993. – S. 273–286.
- Modlitwa na Rusi Kijowskiej // Teologia i kultura duchowa starej Rusi. – Lublin 1993. – S. 199–216.
- Ekumeniczna otwartość metropolity Joanna II z Kijowa // Teologia i kultura duchowa Starej Rusi. Red. W. Hryniewicz, J.S. Gajek. – Lublin 1993. Teologia w Dialogu. T. 7. – S. 255–264.
- Бележки върху структурата и тълкуването на първото гръцко житие на Наум (BHG 1316z) // Хиляда и осемдесет години от смъртта на Наум Охридски. – София, 1993. – С. 7–11.
- Zum Projekt einer alt-/mittelbulgarischen theologischen Literaturgeschichte (864–1393) // Паметници, поетика, историография. – Велико Търново, 1994. – С. 25-28.
- Nikolaus Kabasilas // TRE 24, Berlin – N. Y. 1994, 551–554.
- Der Metropolit Kiprian von Kiev/Moskau, Schüler des hl. Gregorios Sinaites und erster Überbringer des Hesychasmus nach Rußland // Ostkirliche Studien 44. – 1995. – S. 41-48.
- Il Metropolita Cipriano di Kiev/Mosca e la comparsa dell’esicasmo in Russia // Nil Sorskij e l’esicasmo. – Bose, 1995. – P. 205–215.
- Die Kenntnis der griechischen Theologie in Deutschland und der Einfluß der deutschen Theologie auf die griechische Orthodoxie // Catholica 50. – 1996. – S. 45-57.
- Der Einfluß des orthodoxen Mönchtums im mittelalterlichen Bulgarien und Serbien (9.-15. Jh.) // Moines et monastères dans les sociétés de rite grec et latin. – Paris (Genf), 1996. – S. 71-85
- Die Rolle der griechischen Kirche und Theologie innerhalb der Gesamtorthodoxie in der Zeit der Türkenherrschaft (1451–1821) // Die Kultur Griechenlands in Mittelalter und Neuzeit. – Göttingen, 1996. – S. 222–241
- Берестейська унія з перспективи вселенського (Царгородського) патріархату в 17 ст. // «Держава, суспільство і церква в Україні в 17 ст.». – Льв., 1996. – C. 51–85.
- Gino Kirill Piovesana S.J. (1917–1996): In memoriam // Orientalia christiana periodica 62. – 1996. – S. 5-13
- Probleme der Vermittlung zwischen östlicher und westlicher Kultur // Stimme der Orthodoxie. 1996. – № 3. – S. 53-55.
- Hai gnoseis gia ten hellenike theologia ste Germania kai he epirrhoe tes germanikes theologias sten hellenike orthodoxia // Henas neos kosmos gennetai, Athen 1996, 191–206, 355–360
- Ostkirchliche Theologie in der Westkirche: Alternative (Antithese), Annex oder Allheilmittel? // The Christian East. Its Institutions and its thought. A Critical Reflection. – Rom, 1996. – S. 531–541
- Klostertypen und andere Besonderheiten des mittelalterlichen Mönchtums in Bulgarien und Serbien (9.-15. Jh.) // Orientalia christiana periodica 62. – 1996. – S. 93-406
- Zwei Erzbischöfe von Achrida (Ochrid) und ihre Bedeutung für die Profan- und Kirchengeschichte Mazedoniens: Theophylaktos und Demetrios Chomatenos // La spiritualité de l’univers byzantin dans le verbe et l’image (FS E. Voordeckers). – Turnhout 1997. – S. 239–252
- Молитва в Київській Русі. Її форми, роль і зміст // Сопричастя. Міжнародний богословський часопис. – 1997. – № 2. – С. 41-61.
- Entwicklungslinien des griechisch-byzantinischen theologischen Denkens (bis zum Ende der Turkokratie) // Ostkirliche Studien 47. – 1998. – S. 34-43.
- Die Verehrung des hl. Johannes (Ioann) von Rila in Bulgarien und in der Slavia Orthodoxa // Orientalia christiana periodica 64. – 1998. – S. 159–173
- dasselbe (mit Ergänzung): M. Derwich / M. Dimitriev, Fonctions sociales et politiques du culte des saints dans les sociétés de rite grec et latin au Moyen Age et à l'époque moderne. Approche comparative. – Wroclaw, 1999. – P. 419–430.
- Theophylaktos von Achrida als Exeget in der slavischen Orthodoxie // Studi sull’Oriente Cristiano 2. – 1998. – № 1. – P. 75-84.
- Johannes Chrysostomus – Meister der Homilie // Herrscher und Heilige, Leipzig-Mannheim 1997, 639–641; Die Slawenmission und ihre literarische Bedeutung // ebd., 671–674.
- Gino Cyril Piovesana (1919–1996): In memoriam // Diak 30. – 1997. – S. 57-64.
- L’intervention de Grigorij Camblak, métropolite de Kiev, au concile de Constance (février 1418) // Revue des Études Slaves. 70-2. 1998. – P. 289–297.
- Типы монастырей и особенности монашества в Болгарии и Сербии в IX–XV вв. / Пер. с нем.: О. Коробцева // Страницы. 1998. – Т. 3. – № 4. – С. 540–551.
- Mönch und Tod in Byzanz // Монастырская культура: восток и запад / сост. Е. Г. Водолазкин; вступ. слово Д. С. Лихачева. – СПб.: Альм. «Канун», 1999. – С. 221–227.
- Die Erinnerung an die hll. Kyrill und Method bei späteren süd-slavischen Autoren // Orientalia christiana periodica 65. – 1999. – S. 107–116.
- Die Erinnerung an die hll. Kyrill und Method bei späteren südslavischen Autoren // Thessaloniki – Magna Moravia. – Thessaloniki, 1999. – S. 25-35.
- Drei vorreformatorische, miteinander befreundete Humanisten und ihre Beziehung zu Frankfurt // Archiv für mittelrheinische Kirchengeschichte 51. – 1999. – S. 83-92.
- Tod und Auferstehung in der byzantinischen Theologie // Zeitschrift für Katholische Theologie 122. – 2000. – S. 14-33.
- Il significato di Barlaam nell' ortodossia bizantino-slava (da un punto di vista cattolico) // Barlaam Calabro – L’uomo – l’opera – il pensiero, ed. Antonis Fyrigos. – Roma 2001. – S. 13-23.
- Two Archbishops of Achrida (Ochrid) and their significance for Macedonia’s secular and church history: Theophylaktos and Demetrios Chomatenos // Byzantine Macedonia – Identity, Image and History (Byzantina Australiensia 13). – Melbourne, 2000. – P. 139–148.
- Смерть и воскресение в византийском богословии // Страницы. 2001. – Т. 6, № 1. – С. 33-50.
- Movimento filocalico e cultura moderna // E. Citterio u. a., Nicodemo L’Aghiorita e la Filocalia. – Bose, 2001. – P. 67-82.
- Теология киевских митрополитов Киприана и Григория Цамблака и некоторые замечания о современной (нео-)паламитской теологии // Verbum 3. – СПб., 2001. – С. 540–544
- Ein Reich, ein Kaiser, ein Glaube – unter dem Halbmond? // Philotheos 1. – 2001. – S. 255–260.
- Linee di sviluppo del pensiero teologico greco-bizantino sino alla fine della turcocrazia // Luciano Vaccaro, ed., Storia religiosa della Grecia. – Milano, 2002. – P. 101–113.
- Zur Hermeneutik des theologischen Ost-West-Gesprächs in historischer Perspektive (Reihe: Erfurter Vorträge zur Kulturgeschichte des Orthodoxen Christentums 2/2002, hg. Vasilios N. Makrides, Universität Erfurt, ISSN 1618-7555)
- Death and Resurrection in Byzanthine Theology // Studi sull’Oriente Cristiano 6 / 2. – 2002. – P. 35-57.
- Научное образование у иезуитов: «Ratio studiorum» (1599 г.) в истории и в настоящем // Предание Церкви и предание Школы. Материалы Международной богословской конференции (Москва, 22-24 сентября 1999 г.). – М.: СФИ, 2002. – С. 84-91.
- Wo lag Europa im Mittelbulgarischen? // Paleoslavica X / 2. – 2002. – S. 79-80. (в соавторстве с Игорем Шевченко)
- Humanismus und Theologie in Byzanz: ein vernachlässigtes Kapitel. Die humanistischen Theologen des 11. Jahrhunderts, insbesondere Michael Psellos // The Empire in Crisis (?) – Byzantium in the 11th Century (1025–1081), Athens 2003. – S. 317–329.
- Die allseitige Hochschätzung der Freundschaft (philía) bei den humanistisch gesinnten Theologen in Byzanz (von Photios bis Bessarion) // Studi sull’Oriente Cristiano 7/1. – 2003. – S. 129–146.
- Manuale continuatum // Time flies (Festschrift for William Veder). – Amsterdam, 2003. – P. 301–304 (Pegasus Oost-Europese Studies, 2)
- Die Deutschlandreise des Metrophanes Kritopulos (1624–1627) im Rahmen der deutsch-griechischen Beziehungen im 17. Jahrhundert // Nürnberg und das Griechentum. Hrsg. v. E. Konstantinou. – S. 93-106 (Philhellenische Studien, Bd. 9)
- L’orizzonte culturale di Simeone il Nuovo Teologo // Simeone il Nuovo Teologo e il monachesimo a Costantinopoli. Atti del X Convegno ecumenico internazionale di spiritualità ortodossa, sezione bizantina, Bose, 15-17 settembre 2002. Hrsg. v. S. Chialà und L. Cremaschi. – Bose 2003. – S. 129–136.
- Juifs et chrétiens dans la littérature orthodoxe des Balkans (Moyen Âge – XVIe siècle) // Les chrétiens et les juifs dans les sociétés de rites grec et latin. Actes du colloque organisé les 14-15 juin 1999 à la Maison des Sciences de l’Homme (Paris), hrsg. v. M. Dmitriev, D. Tollet und E. Teiro. – Paris 2003. – S. 115–121
- Politische Theologie in Byzanz zwischen Reichseschatologie und Reichsideologie // Cristianità d’Occidente e Cristianità d’Oriente (Secoli VI–XI). – Spoleto 2004. – S. 1421–1433
- Stefan Uroš IV. Dušan, der «unheilige» Zar?! // Црквене студије. 1/1. – Niš, 2004. – C. 255–257.
- О герменевтике богословского диалога между Востоком и Западом в исторической перспективе // Вера – Диалог – Общение. Проблемы диалога в церкви. Материалы Международной богословской конференции (Москва, 24-26 сентября 2003 г.). – М.: СФИ, 2003. – С. 175–187.
- Der herausragende Gründer des bulgarischen Mönchtums, der hl. Ioann von Rila (+ 946), in der (noch) ungeteilten Kirche // Il monachesimo tra eredità e aperture. – Rom, 2004. – S. 367–377
- Der Tod des Judas Iskariot in der byzantinischen Exegese // Philomathestatos. Studies in Greek and Byzantine Texts Presented to Jacques Noret for his Sixty-Fifth Birthday, hrsg. von B. Janssens, B. Roosen und P. Van Deun. Leuven 2004 (Orientalia Lovaniensia Analecta, Bd. 137). – S. 509–514.
- Briefe in der mittelalterlichen Literatur Bulgariens und Serbiens // Zwischen Polis, Provinz und Peripherie. Beiträge zur byzantinischen Geschichte und Kultur, hrsg. von L. M. Hoffmann unter Mitarbeit von A. Monchizadeh. – Wiesbaden 2005. – S. 571–577
- Церковь и общество – церковь и государство // Вера – Диалог – Общение: Проблемы диалога церкви и общества. Материалы Международной богословской конференции (Москва, 29 сентября – 1 октября 2004 г.): Памяти С. С. Аверинцева. – М.: СФИ, 2005. – С. 51-59.
- Geschichte und Theologie in der altbulgarischen/altserbischen Literatur // Südosteuropa. Von vormoderner Vielfalt und nationalstaatlicher Vereinheitlichung. Festschrift für Edgar Hösch, hrsg. von K. Clewing und O. J. Schmitt. München 2005 (Südosteuropäische Arbeiten, Bd. 127). – S. 87-91.
- Literatura teologiczna Południowych Słowian – pomiędzy Bizancjum a Rusią. – Gniezno: Collegium Europaeum Gnesnense, 2005. – 19 S. – ISBN 83-922470-8-6
- Kommt einem einseitig synodal aufgekündigten Unionskonzil aus der Sicht des anderen Vertragspartners noch fortdauernde Rechtskraft zu? Zur Rezeptionsgeschichte des Florentinum // Haec sacrosancta synodus. Konzils- und kirchengeschichtliche Beiträge, hrsg. von Reinhard Meßner und Rudolf Pranzl. – Regensburg: Pustet 2006. – S. 117–121 (mit Ergänzungen auch in: Or. Christ. Per. 72 [2006] 189–193)
- Pacôme Rhousanos et la Sainte Écriture // Pachomios Rhousanos. 450 chronia apo ten koimese tou (+ 1553). Praktika Diethnous Epistemonikou Symposiou (Zakynthos 9.-12. Okt. 2003). – Athen 2005. – S. 493–497
- Il metodo narrativo-encomiastico nelle omelie mariologiche e cristologiche di Giovanni di Damasco // Giovanni di Damasco. Un padre al sorgere dell’Islam. Atti del XIII Convegno ecumenico internazionale di spiritualità ortodossa sezione bizantina, Bose, 11-13 settembre 2005, Edizioni Qiqajon. – Comunità di Bose. – S. 229–239
- Die Gestalt Alexander Nevskijs als Initiator der theologischen Literatur des Moskauer Imperiums (1240–1699) // Studia Philologica Slavica. Festschrift für Gerhard Birkfellner zum 65. Geburtstag, Teilband II, Hrsg. von Bernhard Symanzik. – Berlin 2006. – S. 555–564 (Münstersche Texte zur Slavisti, Bd. 4)
- Johannes Chrysostomus und Byzanz // Augustinianum 96. – 2006. – S. 157–167.
- Chiesa e istituzioni ecclesiastiche nella Rus' di Kiev // L. Vaccaro, Storia religiosa dell’Ucraina, Milano 2007. – P. 75–84.
- Der Altrussische Wallfahrtsbericht vom Hl. Land (Chož(d)enie) – Ein Grenzgänger zwischen Geographie, Volkskunde und Theologie // Ostkirliche Studien 56. – 2007. – S. 269–274.
- Thomas Malvendas «De Antichristo» (Lyon 1647) – zu einem Eckpfeiler der byzantinischen Reichseschatologie // Endzeitenm, hrsg. von W. Brandes und F. Schmieder. – Berlin, New York, 2008. – S. 363–367 (= Millennium-Studien, Bd. 16)
- Rinascita della Chiesa bulgara e nascirta di quella serba, tra Bisanzio e Rom (fine sec. XII – inizio sec. XIII) // L. Vaccaro, Storia religiosa di Serbia e Bulgaria. – Milano 2008. – S. 119–129.